# Borislav Stoyanov
Borislav Stoyanov (em búlgaro:  Борислав Стоянов, 1904 — data de morte desconhecido) foi um ciclista olímpico búlgaro. Representou sua nação nos Jogos Olímpicos de Verão de 1924.